# Per Nordenfelt (ingenjör)
Per Nordenfelt, född 15 augusti 1861 i Göteborg, död 12 augusti 1941 i Stockholm, var en svensk civilingenjör, industriman och konstnär.
Efter sin utbildning till civilingenjör var Nordenfelt verksam inom vapen- och tobaksindustrin och blev senare direktör för AB Svenska tobaksmonopolet. Vid sidan av sitt arbete ägnade han sig åt måleri. Nordenfelt är representerad med två porträtt i Kattnäs kyrka i Södermanland.
Per Nordenfelt var son till kamreren Einar Jonas Nordenfelt och Lovisa Ulrika Hessle samt från 1899 gift med grevinnan Elsa Eleonora von Hermansson. Makarna var föräldrar till Per och Brita Nordenfelt. De är begravd på Norra begravningsplatsen utanför Stockholm.